# Vackov (Plesná)
Vackov (németül: Watzkenreuth) Plesná településrésze Csehországban a Karlovy Vary-i kerület Chebi járásában. Központi községétől 3 km-re északkeletre fekszik. A 2001-es népszámlálási adatok szerint 12 lakóháza és 11 lakosa van.